# 左定超
左定超（1955年10月—），穿青人，贵州织金人，中华人民共和国政治人物，曾任贵州省政协副主席，中国民主促进会中央常委，第十二届全国政协委员、第十三届全国政协委员。